# TV A Crítica Parintins
TV A Crítica Parintins é uma emissora de televisão brasileira com sede situada na cidade de Parintins, Amazonas, sendo microgeradora da TV A Crítica de Manaus. Opera nos canais 12 VHF e 25 UHF digital (12.1 virtual), e é uma emissora própria da TV A Crítica. Além de retransmitir os programas produzidos pela geradora de Manaus  retransmite também provisoriamente os conteúdos da RedeTV!.

## História
Inaugurada em 1998, a emissora já foi afiliada ao SBT entre 1998 a 2007 e da RecordTV entre 2007 e 2019, com essa desfiliação ela agora só retransmite o sinal da TV A Crítica. A emissora produz o programa popular Povo na TV, apresentado por Alexandre da Carbrás, ex-prefeito do município.
Em 25 de junho de 2013 a emissora lançou seu sinal digital em HDTV para a cidade de Parintins.